# Нурутдінов Сіродж
Сіродж Нурутдінович Нурутдінов (2 травня 1911, місто Ташкент, тепер Узбекистан — 9 червня 1966, місто Ташкент, тепер Узбекистан) — радянський партійний діяч, секретар ЦК КП(б) Узбекистану, голова Узбецької республіканської ради профспілок, 1-й секретар Ташкентського і Наманганського обласних комітетів КП Узбекистану. Депутат Верховної ради Узбецької РСР. Депутат Верховної Ради СРСР 3—6-го скликань.

## Життєпис
Народився в родині кустаря-кравця. З 1922 по 1928 рік навчався в початковій та середній школах міста Ташкента, закінчив сім класів. Трудову діяльність розпочав у січні 1929 року учнем токаря і токарем на заводі імені Ілліча в Ташкенті. У 1930 році вступив до комсомолу.
У серпні 1933—1935 роках — у Червоній армії.
З 1935 року працював токарем, майстром механічного цеху на заводі імені Ілліча в Ташкенті, брав активну участь у діяльності комсомольської організації.
У 1937—1938 роках — 1-й секретар Ташкентського міського комітету ЛКСМ Узбекистану. З 1938 року — 1-й секретар Ташкентського обласного комітету ЛКСМ Узбекистану.
Член ВКП(б) з 1938 року.
З осені 1940 по 1941 рік навчався в Промисловій академії імені Л. М. Кагановича в Москві.
З 1941 року — завідувач відділу промисловості і зв'язку Ташкентського обласного комітету КП(б) Узбекистану; секретар Ворошиловського районного комітету КП(б) Узбекистану Андижанської області; секретар Ташкентського обласного комітету КП(б) Узбекистану із промисловості.
У 1942—1945 роках — у Червоній армії, учасник німецько-радянської війни з жовтня 1942 року. Служив на політичній роботі (військовим комісаром) в 90-й окремій стрілецькій бригаді 3-ї гвардійської армії, з 1944 року був начальником політичного відділу і помічником командира із політичної частини 5-ї понтонно-мостової бригади Резерву головного командування. Воював на Південно-Західному, 3-му Українському фронтах.
У 1945 (офіційно 30 січня 1946) — 1947 року — 3-й секретар Ташкентського міського комітету КП(б) Узбекистану.
У 1947—1949 роках — 1-й секретар Ташкентського обласного комітету КП(б) Узбекистану.
У березні 1949 — 1950 року — секретар ЦК КП(б) Узбекистану.
У 1950—1953 роках — слухач Вищої партійної школи при ЦК ВКП(б).
У 1953—1954 роках — завідувач відділу шкіл ЦК КП Узбекистану.
У лютому 1954 — квітні 1955 року — 1-й секретар Наманганського обласного комітету КП Узбекистану.
У квітні 1955 — лютому 1956 року — 1-й секретар Ташкентського міського комітету КП Узбекистану.
У лютому 1956 — 23 березня 1959 року — 1-й секретар Ташкентського обласного комітету КП Узбекистану.
У 1959—1964 роках — голова Узбецької республіканської ради профспілок.
У 1964—1966 роках — начальник Каршинського будівельного тресту, начальник 6-го будівельного тресту Міністерства будівництва Узбецької РСР.
Помер 9 червня 1966 року в місті Ташкенті.

## Сім'я
Дружина — Насриддінова Ядгар Садиківна (1920—2006). Діти: Дочки — Лола (1939 р.н.), Раїса (1942 р.н.), Зульфія (1950 р.н.), син — Бахтіяр (1947—1989).

## Звання
- старший батальйонний комісар
- підполковник

## Нагороди
- два ордени Леніна
- орден Червоного Прапора (12.06.1945)
- орден Вітчизняної війни І ст. (14.11.1944)
- орден Червоної Зірки (27.09.1943)
- медаль «За оборону Сталінграда»
- медаль «За взяття Будапешта» (1945)
- медаль «За визволення Бєлграда» (1945)
- медаль «За перемогу над Німеччиною у Великій Вітчизняній війні 1941—1945 рр.» (1945)
- медалі